# Chiloé (đảo)
Đảo Chiloé (tiếng Tây Ban Nha: Isla de Chiloé, phát âm [tʃiloˈe], phát âm tiếng Tây Ban Nha: [ʃiloˈe]) còn gọi là đảo Chiloé Lớn (Isla Grande de Chiloé), là đảo lớn nhất của quần đảo Chiloé ngoài khơi bờ biển phía tây của Chile. Đảo nằm tại miền nam Chile, thuộc vùng Los Lagos.
Đảo có hình dạng gần giống hình chữ nhật, nửa phía tây nam của đảo là vùng hoang vu với những khu rừng và đầm lầy liền kề. Các dãy núi trên đảo tạo thành một vành đai chạy từ phía tây bắc đến góc đông nam của đảo. Cordillera del Piuchén tạo nên những ngọn núi phía bắc và Cordillera de Pirulil nhỏ hơn tập hợp những ngọn núi phía nam. Cảnh quan của các khu vực phía đông bắc của đảo Chiloé bị chi phối bởi những ngọn đồi thoai thoải với đồng cỏ, rừng và cánh đồng canh tác. Trong khi bờ biển phía tây có nhiều đá và tương đối thẳng, thì các bờ biển phía đông và phía bắc có nhiều vịnh nhỏ, vịnh và bán đảo, và đây là nơi tập trung tất cả các thị trấn và thành phố.
Về mặt địa lý, phần lớn đảo là phần tiếp nối của Dãy núi Bờ biển Chile, với biển Chiloé là bộ phận ngập nước của Thung lũng Trung tâm Chile. Vùng có khí hậu đại dương ôn đới mát mẻ với mô hình lượng mưa Địa Trung Hải.

## Địa lý

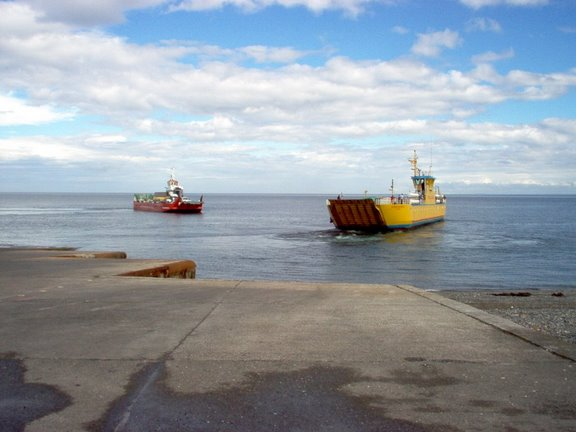
Phà hoạt động giữa đại lục Chile và đảo Chiloé.

Đảo Chiloé có diện tích 8.394 kilômét vuông (3.241 dặm vuông Anh), là đảo lớn thứ nhì của Chile (sau Isla Grande de Tierra del Fuego), là đảo lớn nhất hoàn toàn thuộc về Chile, và lớn thứ tư Nam Mỹ. Đảo được tách biệt khỏi đại lục Chile qua eo biển Chacao (Canal Chacao) ở phía bắc, và qua vịnh Ancud (Golfo de Ancud) và vịnh Corcovado (Golfo Corcovado) ở phía đông; Thái Bình Dương ở phía tây, và quần đảo Chonos ở phía nam qua Boca del Guafo. Đảo dài 190 km (118 mi) từ bắc xuống nam, và rộng trung bình 55–65 km (34–40 mi). Thủ phủ của đảo là Castro, ở bên mặt đông của đảo; thị trấn lớn thứ hai là Ancud, nằm ở góc tây bắc, và còn có một số thị trấn cảng nhỏ trên đảo như Quellón, Dalcahue and Chonchi.
Đảo Chiloé và quần đảo Chonos nằm ở phần mở rộng về phía nam của Dãy núi Ven biển Chile tại vùng Patagonia thuộc Chile, chạy theo hướng bắc-nam, song song với bờ biển Thái Bình Dương và dãy núi Andes. Thung lũng Trung tâm Chile nằm giữa dãy núi ven biển và dãy Andes, các vịnh Ancud và Corcovado tạo thành phần mở rộng phía nam. Các dãy núi chạy theo hướng bắc và nam dọc theo sống lưng của đảo. Bờ biển phía đông bị thụt vào sâu, với một số bến cảng tự nhiên và nhiều đảo nhỏ.

## Khí hậu

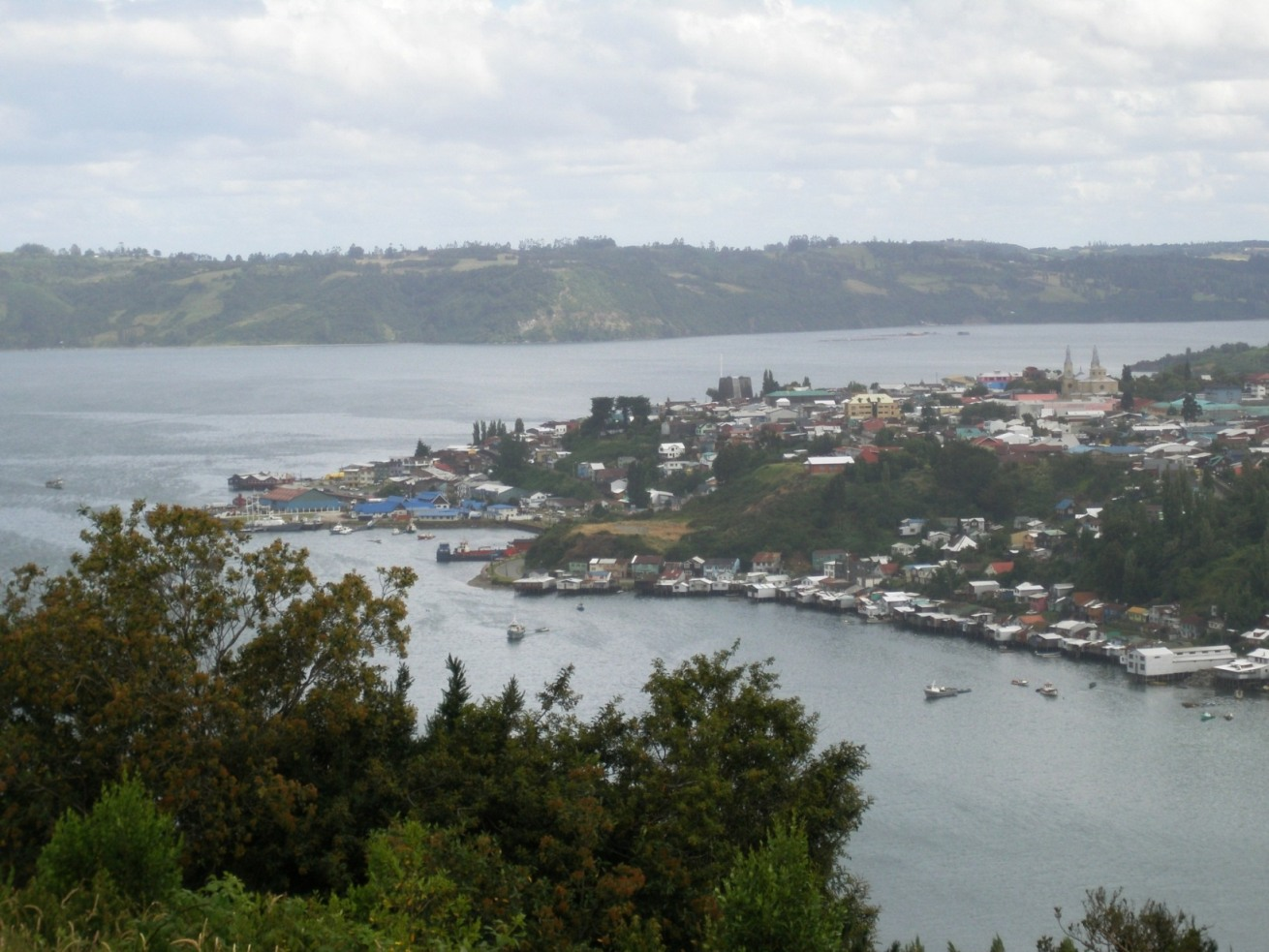
Toàn cảnh Castro.

Chiloé nằm từ vĩ tuyến 41º47' nam đến 43º26' nam, và có khí hậu ôn hòa mát, ẩm. Mặt phía tây của đảo có nhiều mưa và hoang dã, có rừng mưa ôn đới Valdivia, một trong số ít rừng mưa ôn đới trên thế giới. Vườn quốc gia Chiloé (Parque Nacional de Chiloé) nằm tại bờ phía tây của đảo và công viên Tantauco (Parque Tantauco) nằm ở bờ phía nam của đảo, là một khu bảo tồn tư nhân. Cả hai đều bao gồm một phần dãy núi ven biển. Bờ phía đông nằm ở bóng mưa của các dãy núi nội địa, có khí hậu ấm và khô hơn.
Phía tây bắc của đảo Chiloé trong vườn quốc gia Chiloé có hệ động vật biển rất đa dạng, bao gồm cá voi xanh, cá voi Sei, cá heo Chile và cá heo Peale; sư tử biển, rái cá biển, chim cánh cụt Magellan và chim cánh cụt Humboldt. Tuy nhiên, khu vực tương đối yên tĩnh này phải đối mặt với các mối đe dọa khác nhau, như phát triển đô thị, suy thoái môi trường sống, ô nhiễm đất và biển.
Khu kỷ niệm tự nhiên Islotes de Puñihuil là một nhóm gồm ba đảo nhỏ nằm ở phía tây và phía bắc của Puñihuil. Khu kỷ niệm là điểm sinh sống chung duy nhất được biết đến của hai loài chim cánh cụt Humboldt và Magellan. Đây cũng là khu vực sinh sản của các loài khác, chẳng hạn như chim cốc chân đỏ và mòng biển tảo bẹ.

## Lịch sử
Chiloé đã được Renato Cárdenas, nhà sử học tại Thư viện Quốc gia Chile, mô tả là "một vùng đất tách rời riêng biệt, gắn liền với biển hơn là lục địa, một xã hội mong manh với tinh thần đoàn kết mạnh mẽ và sự gắn bó lãnh thổ sâu sắc."
Lịch sử của Chiloé bắt đầu với sự xuất hiện của những cư dân loài người đầu tiên vào hơn 7.000 năm trước. Trải dài dọc theo bờ biển Chiloé là một số bãi rác - bãi chứa rác thải sinh hoạt cổ xưa, chứa vỏ nhuyễn thể, công cụ bằng đá và tàn tích lửa trại. Tất cả những di vật này cho thấy sự hiện diện của các nhóm du cư sống nhờ thu thập các sinh vật biển (nghêu, vẹm và những loài khác) và săn bắn hay đánh cá.

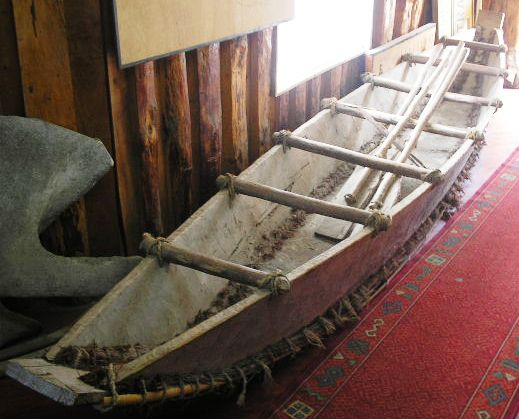
Tái hiện một thuyền dalca trong bảo tàng Dalcahue.

Khi những người chinh phục Tây Ban Nha đến đảo Chiloé vào thế kỷ 16, đảo này là nơi sinh sống của các dân tộc Chono, Huilliche và Cunco. Các dân tộc ban đầu này từng qua lại vùng nước nguy hiểm của quần đảo Chiloé trên những chiếc thuyền gọi là dalcas với kỹ năng gây ấn tượng cho người Tây Ban Nha.
Người Tây Ban Nha đầu tiên nhìn thấy bờ biển Chiloé là nhà thám hiểm Alonso de Camargo vào năm 1540, khi ông đang đi du hành đến Peru. Tuy nhiên, trong một chuyến thám hiểm do Pedro de Valdivia chỉ huy, thuyền trưởng Francisco de Ulloa đến eo biển Chacao vào năm 1553 và khám phá các đảo tạo nên quần đảo, và do đó được cho là người châu Âu đầu tiên phát hiện ra Chiloé. Năm 1558, người lính Tây Ban Nha García Hurtado de Mendoza bắt đầu một cuộc thám hiểm mà đỉnh điểm là quần đảo Chiloé được tuyên bố thuộc về Vương quốc Tây Ban Nha.
Thành phố Castro được thành lập vào năm 1567. Đảo ban đầu được những nhà thám hiểm Tây Ban Nha gọi là Tân Galicia, nhưng tên này không vững chắc và tên Chiloé, nghĩa là "nơi của hải âu " trong ngôn ngữ Huilliche, được đặt tên cho đảo.
Các nhà truyền giáo Dòng Tên đến đảo Chiloé đến Chiloé vào đầu thế kỷ 17, họ chịu trách nhiệm truyền giáo cho người dân địa phương và xây dựng một số nhà nguyện trên khắp quần đảo. Đến năm 1767 đã có 79 và ngày nay có thể tìm thấy hơn 150 nhà thờ bằng gỗ được xây dựng theo phong cách truyền thống trên các đảo, một số trong đó được UNESCO công nhận là di sản thế giới. Sau khi các tu sĩ Dòng Tên bị trục xuất vào năm 1767, các tu sĩ dòng Phanxicô đảm nhận trách nhiệm truyền giáo đến Chiloé từ năm 1771.
Chiloé chỉ trở thành một phần của nước cộng hòa Chile vào năm 1826, tám năm sau khi giành được độc lập và sau hai chiến dịch giành độc lập thất bại vào năm 1820 và 1824. Từ năm 1843, một số lượng lớn người Chiloé di cư đến Patagonia để tìm kiếm việc làm, chủ yếu ở Punta Arenas, nhưng khi điều kiện sống và làm việc ở Chiloé được cải thiện trong thế kỷ tiếp theo, lượng di cư này bắt đầu giảm dần.

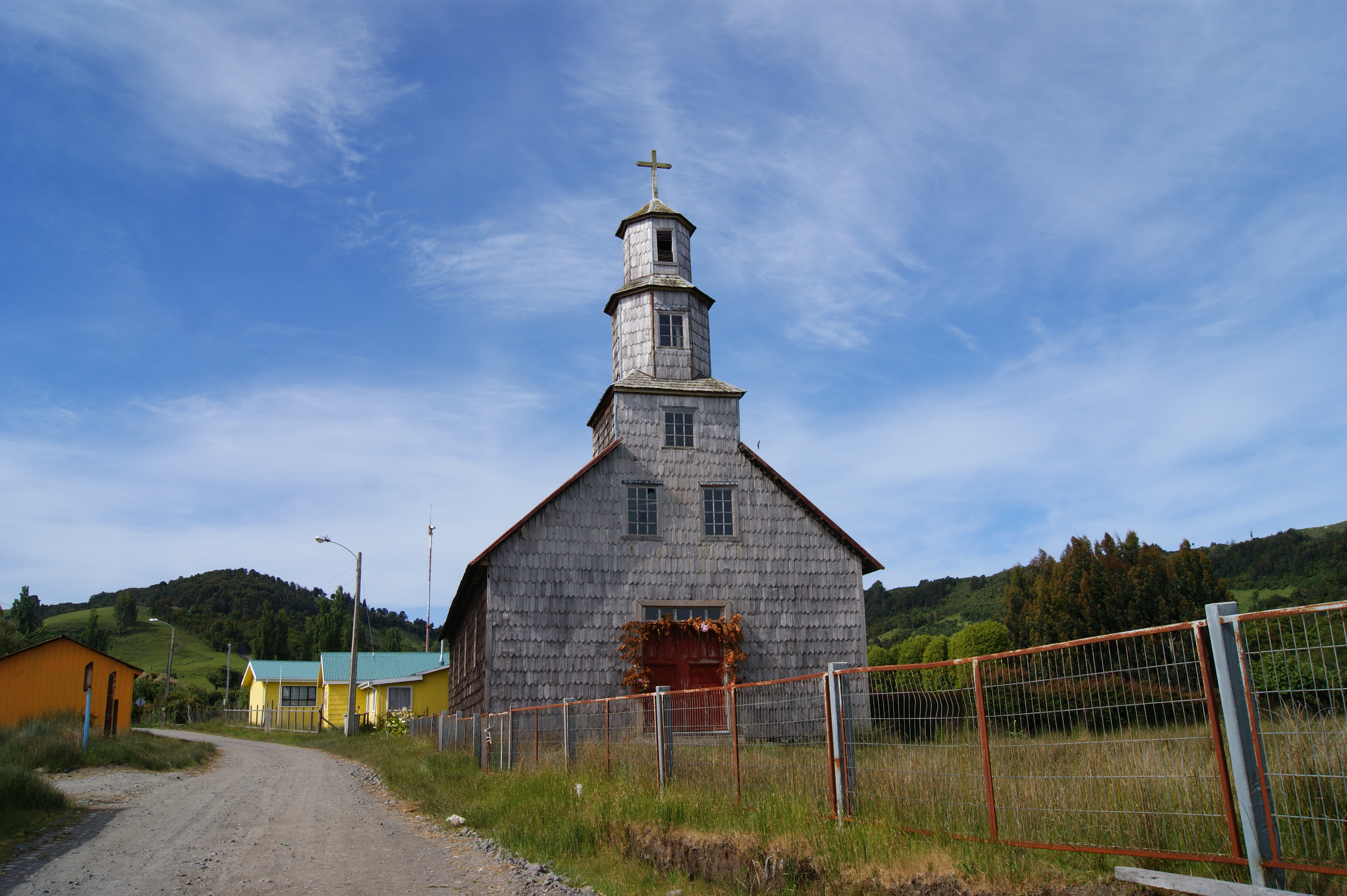
Một trong nhiều nhà thờ gỗ của Chiloé

Vào thế kỷ 19, Chiloé là trung tâm của những người săn cá voi nước ngoài, đặc biệt là những người săn cá voi từ Pháp. Từ giữa thế kỷ 19 và cho đến đầu thế kỷ 20, Chiloé là nhà sản xuất tà vẹt đường sắt chính cho toàn lục địa. Kể từ thời điểm này, các thị trấn mới dành riêng cho ngành công nghiệp này được hình thành, bao gồm Quellón, Dalcahue, Chonchi và Quemchi. Từ năm 1895, đất đai được trao cho những người định cư châu Âu, và cả những ngành công nghiệp sản xuất lớn.
Do nông nghiệp phát triển, các khu vực nội địa của đảo Chiloé bắt đầu bị chiếm giữ; trước đó chỉ có vùng bờ biển là có người sinh sống. Với việc xây dựng tuyến đường sắt giữa Ancud và Castro vào năm 1912, việc chiếm đóng các vùng nội địa đã hoàn thành. Tuyến đường sắt này không còn hoạt động.

## Tiếp cận
Vào cuối năm 2012, LAN Airlines trở thành hãng hàng không đầu tiên cung cấp các chuyến bay đến đảo Chiloé, khai trương tuyến bay thường lệ giữa Puerto Montt và sân bay Mocopulli, Dalcahue. Trước đây, phương tiện duy nhất để đến đảo Chiloé là thông qua dịch vụ phà qua eo biển Chacao. Vào năm 2013, một đường băng nhỏ đã được mở ở mũi phía nam của hòn đảo, cho phép các chuyến bay địa phương tiếp cận ngôi làng Inío Inío hẻo lánh.
Dự án xây dựng một cây cầu từ đảo Chiloé đến đất liền Chile ban đầu được đề xuất vào năm 1972 và cuối cùng được khởi động dưới thời chính phủ Ricardo Lagos (2000-2006), ông khởi động dự án như một phần để kỷ niệm 200 năm Chile độc lập. Tuy nhiên, vào năm 2006, dự án cầu eo biển Chacao bị Bộ Công chính hủy bỏ sau khi có những lo ngại về tổng chi phí ước tính cao hơn ngân sách ban đầu cho dự án. Vào tháng 5 năm 2012, Tổng thống Sebastián Piñera một lần nữa hồi sinh dự án, với hạn mức đầu tư 740 triệu đô la Mỹ.